# Caroline Hallisey
Caroline Hallisey (* 24. September 1980 in Natick) ist eine ehemalige US-amerikanische Shorttrackerin.

## Werdegang
Hallisey trat international erstmals bei den Juniorenweltmeisterschaften 1997 in Marquette in Erscheinung, wobei sie den siebten Platz im Mehrkampf errang. In der Saison 1997/98 belegte sie bei den Juniorenweltmeisterschaften 1998 in St. Louis den achten Platz über 500 m und bei den Olympischen Winterspielen 1998 in Nagano den fünften Platz mit der Staffel. Zudem gewann sie bei den Weltmeisterschaften 1998 in Wien die Bronzemedaille mit der Staffel. In der Saison 1998/99 erreichte sie mit dritten Plätzen mit der Staffel in Montreal sowie in Saratoga Springs ihre ersten Podestplatzierungen im Weltcup. Im folgenden Jahr lief sie bei den Juniorenweltmeisterschaften in Székesfehérvár auf den achten Platz im Mehrkampf, bei den Teamweltmeisterschaften in Den Haag auf den sechsten Rang und bei den Weltmeisterschaften in Sheffield auf den fünften Platz mit der Staffel. In der Saison 2000/01 wurde sie bei den Teamweltmeisterschaften 2001 in Nobeyama Siebte und bei den Weltmeisterschaften 2001 in Jeonju Fünfte mit der Staffel. Nachdem sie in der Saison 2001/02 bei den Olympischen Winterspielen 2002 in Salt Lake City den zehnten Platz über 1000 m, den siebten Rang mit der Staffel und den fünften Platz über 500 m belegte, kam sie bei den Weltmeisterschaften 2002 in Montreal auf den vierten Platz und bei den Weltmeisterschaften 2002 in Montreal auf den 14. Rang im Mehrkampf. Bei den Weltmeisterschaften im März 2003 in Warschau errang sie den 17. Platz im Mehrkampf.
In der Saison 2003/04 kam Hallisey in Peking mit dem dritten Platz mit der Staffel letztmals im Weltcup aufs Podest und belegte bei den Weltmeisterschaften 2004 in Göteborg den 19. Platz im Mehrkampf sowie den sechsten Rang mit der Staffel. Letztmals international startete sie bei den Olympischen Winterspielen 2006 in Turin, wobei sie den vierten Platz mit der Staffel errang.
Hallisey ist mit dem ehemaligen Shorttracker J. P. Kepka verheiratet.

## Erfolge

### Olympische Spiele
- 1998 Nagano: 5. Platz Staffel
- 2002 Salt Lake City: 5. Platz 500 m, 7. Platz Staffel, 10. Platz 1000 m
- 2006 Turin: 4. Platz Staffel

### Shorttrack-Weltmeisterschaften
- 1998 Wien: 3. Platz Staffel
- 2000 Sheffield: 5. Platz Staffel
- 2001 Jeonju: 5. Platz Staffel
- 2002 Montreal: 11. Platz 1000 m, 12. Platz 500 m, 14. Platz Mehrkampf, 14. Platz 1500 m
- 2003 Warschau: 8. Platz Staffel, 10. Platz 500 m, 17. Platz Mehrkampf, 19. Platz 1000 m, 21. Platz 1500 m
- 2004 Göteborg: 6. Platz Staffel, 11. Platz 500 m, 15. Platz 1000 m, 19. Platz Mehrkampf, 21. Platz 1500 m

### Team-Weltmeisterschaften
- 2000 Den Haag: 6. Platz
- 2001 Nobeyama: 7. Platz
- 2002 Montreal: 4. Platz

## Persönliche Bestleistungen
| Disziplin | Zeit         | Datum            | Ort      |
| --------- | ------------ | ---------------- | -------- |
| 500 m     | 45,826 s     | 2. Dezember 2000 | Nobeyama |
| 1000 m    | 1:35,972 min | 3. Dezember 2000 | Nobeyama |
| 1500 m    | 2:33,150 min | 1. Dezember 2000 | Nobeyama |